# 클릭 오늘
《클릭 오늘》은 대한민국의 방송국인 MBC경남 창원방송의 MBC경남 창원 표준FM에서 평일 저녁 6시 10분부터 저녁 7시까지 방송했던 퇴근길 시사 프로그램이다.